# Margaret Cambridge
Margaret Evelyn Cambridge, Marquesa de Cambridge (8 de abril de 1873 - 27 de março de 1929) foi a terceira filha do Hugh Grosvenor, 1º Duque de Westminster e a esposa de Adolphus Cambridge, 1.º Marquês de Cambridge. Ela era conhecida antes de seu casamento como 'Lady Margaret Grosvenor, e depois que ela também era conhecida como Princesa Adolphus da Teck e, posteriormente, Duquesa de Teck.

## Nascimento
Margaret Grosvenor nasceu em Eaton Hall, em Cheshire. Seu pai era o 3.º Marquês de Westminster (mais tarde 1.º Duque de Westminster), o filho do 2º Marquês de Westminster e lady Elizabeth Mary Leveson-Gower. Sua mãe era Constance Gertrude Leveson-Gower, filha de George Sutherland-Leveson-Gower, 2.º Duque de Sutherland.

## Casamento
Em 12 de dezembro de 1894 ela se casou com o príncipe Adolfo de Teck em Eaton Hall. Adolfo de Teck era o filho mais velho do príncipe Francisco, Duque de Teck e princesa Maria Adelaide de Cambridge. Ele também foi o irmão mais novo de Maria de Teck (mais tarde rainha Maria).
- Jorge de Teck, depois 2.º Marquês de Cambridge, (11 de outubro de 1895 - 16 de abril de 1981), casou em 1923, com Dorothy Hastings (18 de maio de 1899 - 1 de abril de 1988).
- Mary Somerset, Duquesa de Beaufort, mais tarde Lady Mary Cambridge (12 de junho 1897 - 23 de junho de 1987), casou em 1923, com Henry Somerset, 10º Duque de Beaufort (4 de abril de 1900 - 4 de fevereiro 1984)
- Helena Gibbs, mais tarde lady Helena Cambridge (23 de outubro de 1899 - 22 de dezembro 1969), casou em 1919, com o coronel John Evelyn Gibbs (22 de dezembro de 1879 - 11 de outubro de 1932)
- Frederico de Teck, mais tarde lorde Frederico Cambridge (23 de setembro de 1907 - 30 de maio de 1940)

Lady Cambridge morreu em 27 de março de 1929 em Londres. Ela foi enterrada primeiro ao lado do marido na Capela de São Jorge, até seus caixões foram transferidos para o cemitério real, Frogmore.

## Títulos e estilos
- 8 de abril de 1873 - 12 de dezembro de 1894: Lady Margaret Grosvenor
- 12 de dezembro de 1894 - 21 de janeiro 1900: Sua Alteza Sereníssima a Princesa Adolphus de Teck
- 21 de janeiro de 1900 - 9 de junho de 1911: Sua Alteza Sereníssima a Duquesa de Teck
- 9 de junho de 1911 - 14 de julho de 1917: Sua Alteza a Duquesa de Teck
- 14 de julho - 17 de julho de 1917: Lady Margaret Cambridge
- 17 de julho de 1917 - 23 de outubro de 1927: A Mais Honorável a Marquesa de Cambridge
- 23 de outubro de 1927 - 27 de março de 1929: A Mais Honorável a Marquesa viúva de Cambridge